# Kömlő
Kömlő è un comune dell'Ungheria di 1.939 abitanti (dati 2001). È situato nella contea di Heves.